# Wilhelm Abel
Wilhelm Abel, né le 25 août 1904 à Bytów et mort le 27 avril 1985 à Göttingen, est un historien allemand, étudiant l'histoire économique.